# 어나더 (소설)
《어나더》(영어: Another, 일본어: アナザー 아나자ː[*])는 아야츠지 유키토의 호러 미스터리 소설로 “2011년 미스터리를 읽고 싶다!”에서 1위를 했으며 “2010년 이 미스터리가 대단하다!”에선 3위, “제10회 본격미스터리 대상” 최종후보작이다. 2012년에는 애니메이션화되었고, 3월달에 방영종료하였다.

## 줄거리
1998년 봄. 아버지의 부재와 자신의 질병 요양 때문에 어머니의 친가에 몸을 담아 요미야마키타 중학교에 전입해 온 사카키바라 코이치는 무언가에 겁을 먹는 듯한 반의 분위기에 위화감을 느꼈다. 그는 클래스메이트에서 신기한 존재감을 발하는 소녀 미사키 메이에 매료된다. 하지만 클래스메이트의 반응에서 그녀는 이상해 보이고 다른 클래스메이트에는 보이지 않는 것이 아닐까 느낀다.
그러던 어느 날, 어느 클래스메이트가 처참한 죽음을 맞이하고, 3학년 3반이 직면하고 있는 현실을 알려지는 것이었다.

## 등장인물
미사키 메이
한쪽 눈을 잃어 인형의 눈으로 삽입하고 안대를 하였다. 메이의 말로는 그 눈으로 죽음의 색을 볼 수 있다고 하는데..
사카키바라 코이치
이 애니(Another)의 남주로 아버지의 사정으로 5월에 요미가타 중학교로 전학을 왔으며, 취미는 공포소설 읽는 것이다. 코이치는 기흉이라는 병을 앓고 있어서 전학날짜가 늦어져 예상치 못하게 늦게 전학을 하게 된다.
테시가와라 나오야
이 애니(Another)의 남주의 친구로 교복보단 져지를 입고 다니며, 항상 활동적인 성향을 가지고 있다.
모치즈키 유야
남주와 같은 동급생으로 중성적인 이미지를 가지고 있다. 성별은 남자이지만 여장을 하고 길거리를 돌아다니면 사람들이 여자라고 착각할 것 같다고 한다,
카자미 토모히코
남주의 친구로 우등생이며, 오미야마키타 중학교
3학년 3반 남성 위원장으로 안경을 착용하는
모범생 성향이다.
사쿠라기 유카리
오미야마키타 중학교 3학년 3반 여성 위원장으로 사카키바라 코이치가 입원했을 때 2명의 친구들과 함께 문병을 왔었다. 생일은 5월 24일이다.
아카자와 이즈미
코이치의 동급생으로 오미야마키타 중학교 3학년 3반 대책위원장으로 3반의 실질적인 리더를 맡고 있다.
미카미
오미야마카타 중학교 3학년 3반 부담임을 맡고 있으며, 코이치의 이모이다.
치비키 타츠지
오미야마카타 중학교 도서실 사서를 맡고 있으며, 원래는 오미야마 중학교 선생이었지만 사정이 생겨 도서실 사서를 맡는다고 한다.
미즈노 사나에
코이치가 입원한 병원의 간호사이다.